# گلن پلامر
گلن پلامر (انگلیسی: Glenn Plummer؛ زادهٔ ۱۸ اوت ۱۹۶۱) یک هنرپیشه اهل ایالات متحده آمریکا است.
از فیلم‌ها یا برنامه‌های تلویزیونی که وی در آن نقش داشته است می‌توان به روز پس از فردا، سرعت، اره ۲، اره ۳، اره ۵، سرعت ۲: کنترل سفر دریایی، پول نقد، تهدیدی برای جامعه، سایه، روز عجیب و غریب، کارهایی که بعد از مرگت، سرنوشت مارتی فاین، خصوصی و شخصی اشاره کرد.